# Akita
AkitaAkita-shi (秋田市) és una ciutat del Japó i la capital de la Prefectura d'Akita. El setembre de 2013, tenia uns 320.000 habitants i ocupava una superfície de 905,67 km².

## Geografia
La ciutat d'Akita es troba a les planes costaneres centrals de la Prefectura d'Akita, i a l'oest té el Mar del Japó. Hi discorre el riu Omono, pel centre de la ciutat.

## Clima
Akita pertany a la zona de transició corresponent al clima subtropical humit de la classificació climàtica de Köppen (Cfa) i el clima continental humit (Dfa), el seu clima és comparable al de la ciutat de Nova York. Akita té els hiverns freds i amb molta neu (409 cm de neu de mitjana anual). La temperatura mitjana de gener és de -0,1 °C. Els estius, en canvi són càlids, l'agost té una temperatura mitjana de 24,5 °C. La pluviometria anual és de 1713,2 litres.

## Història
La zona on actualment es troba Akita antigament formava part de la Província Dewa. Hi ha les runes de Jizōden dins els límits de la ciutat amb artefactes del Paleolític japonès en els períodes Jomon i Yayoi. Durant el període Nara la dinastia Yamato fundà el Castell d'Akita l'any 733 aC. La zona va ser governada per successius clans de samurais en el període Sengoku.
La Prefectura d'Akita es va fundar el 1871. La major part de la ciutat es va cremar durant un incendi l'any 1886.
Durant la Segona Guerra Mundial, el 14 d'agost de 1945, Akita va ser devastada pels bombardeigs, essent aquest el darrer bombardeig de la Segona Guerra Mundial poques hores abans de la rendició del Japó.
L'1 d'abril de 1997, Akita va ser designada oficialment com una de les ciutats importants del Japó amb increment de la seva autonomia. L'11 de gener de 2005, es van fusionar amb Akita les ciutats Kawabe i Yūwa

## Economia

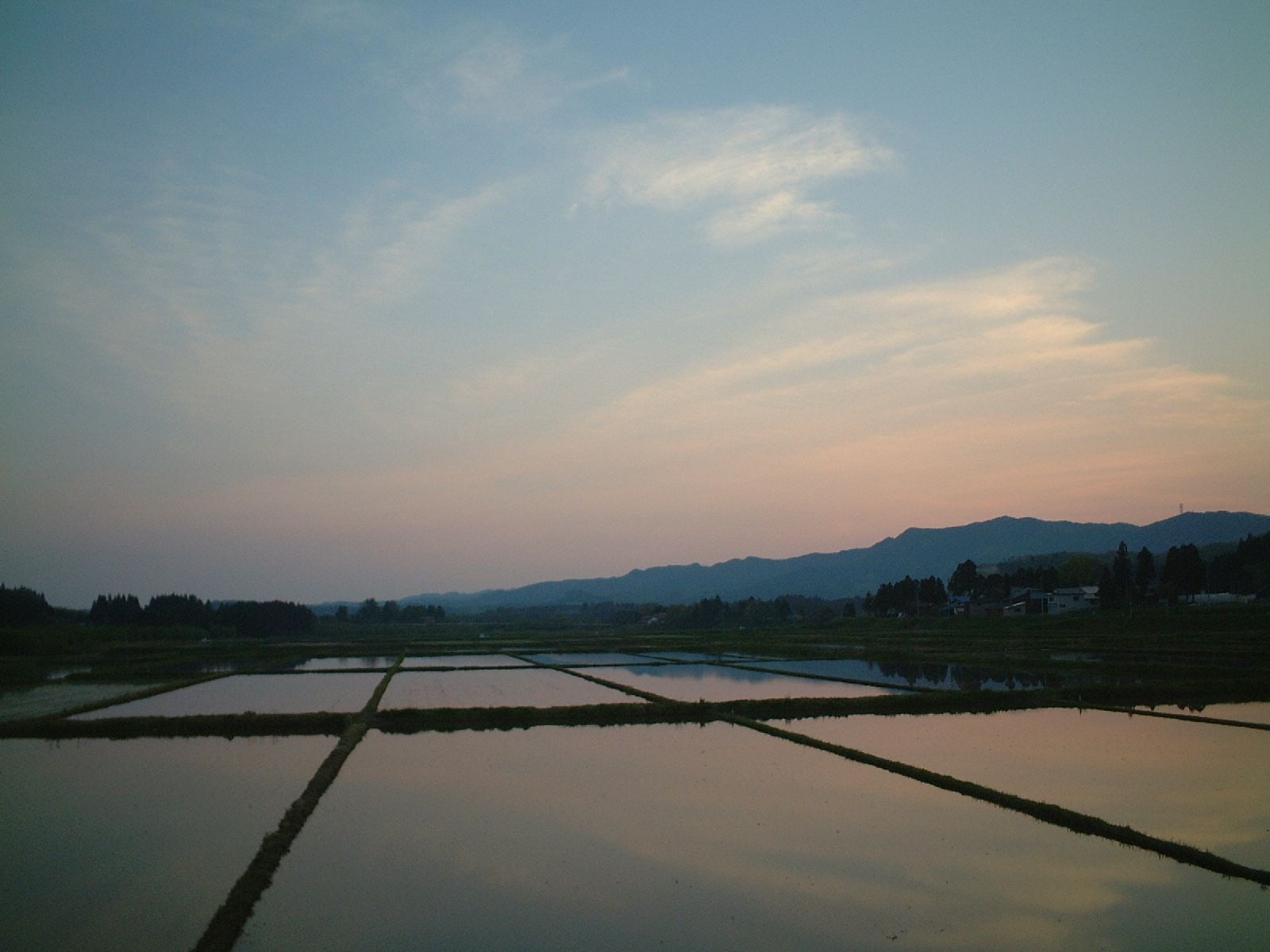
Posta de sol als camps d'arròs d'Akita

L'economia d'Akita roman fortament depenent de l'agricultura, especialment del cultiu de l'arròs, l'extracció forestal i la mineria. Akita té també els camps de petroli més importants del Japó amb refineries i tèxtil de la seda. Té la Universitat d'Akita, entre d'altres centres educatius. Compta amb l'aeroport d'Akita, port marítim, estació de tren i autopistes.

### Aparicions marianes d'Akita
La Mare de Déu d'Akita és el títol de les aparicions marianes informades el 1973 per la monja Agnes Katsuko Sasagawa en la remota zona de Yuzawadai, prop de la ciutat d'Akita. Aquestes aparicions van ser aprovades per la Santa Seu l'any 1988. L'aprovació de 1988 la va fer el cardenal Joseph Ratzinger, qui més tard va ser el Papa Benet XVI.

## Ciutats agermanades
- - Lanzhou, Xina
- - Passau, Alemanya
- - Malabon City
- - Kenai, Alaska, USA
- - St. Cloud, Minnesota, USA
- - Vladivostok, Rússia, des de 1992

- Hitachiōta, Prefectura d'Ibaraki
- Daigo, Ibaraki